# Vienna Insurance Group
Vienna Insurance Group AG Wiener Versicherung Gruppe (VIG) является одной из крупнейших международных страховых групп в Центральной и Восточной Европе, главный офис зарегистрирован в Вене, Австрия, обслуживает около 22 млн клиентов в 30 странах, основными рынками являются Австрия, Чехия, Польша, Словакия и Румыния.

## История
Старейший предшественник группы, Wechselseitige, был основан 24 декабря 1824 года. В результате слияния этой страховой компании с несколькими другими в 1938 году возникла Wiener Städtische, основа будущей Vienna Insurance Group. В 1955 году была открыта новая 20-этажная штаб-квартира компании, Ringturm.
Расширение деятельности в Центральную и Восточную Европу компания начала в 1990 году, создав страховую компанию Kooperativa в Чехословакии. С 1996 по 1999 год компания вышла на рынки Венгрии, Польши и Хорватии, в следующие семь лет — Румынии, Белоруссии, Болгарии, Сербии, Словении, Украины, России и Грузии.
В 1992 году Wiener Städtische была преобразовпна в акционерное общество, в октябре 1994 года 11 % привилегированных акций было размещено на Венской фондовой бирже. В 2005 году они были превращены в простые акции, что принесло €900 млн для финансирования дальнейших приобретений.
В 2006 году бренд Vienna Insurance Group был представлен как глобальный бренд. В Центральной и Восточной Европе дочерние компании используют его рядом с их первоначальным именем. В 2008 году был куплен страховой бизнес Erste Group, что сделалр VIG лидером страхового рынка в Центральной и Восточной Европе. Одновременно с Erste Group был подписан долгосрочный договор о сотрудничестве. Также в 2008 году в Чехии была создана перестраховочная компания VIG Re.
На собрании акционеров 2010 года было принято решение о выделении страхового бизнеса в Австрии в дочернюю компанию Wiener Städtische Versicherung. В 2010 году группа вышла на рынок Черногории, в 2011 году — Боснии и Герцеговины, в 2014 году — Молдавии, таким образом охватив все страны Центральной и Восточной Европы.
В марте 2014 года выяснилось, что PZU и Vienna Insurance Group участвуют в гонке за приобретение Lietuvos Draudimas за $147 млн.

## Руководство
С 1 января 2016 года Элизабет Штадлер (Elisabeth Stadler, род. в 1961 году) является председателем правления Vienna Insurance Group.
В правление также входят Лиане Хирнер (главный финансовый директор), Петер Хёфингер, Герхард Лахнер, Габор Лехел, Хартвиг Лёгер, Харальд Райнер, Петер Тирринг.
Наблюдательный совет состоит из десяти членов, председателем которого является Гюнтер Гайер (Günter Geyer, род. в 1943 году).

## Структура
Благодаря своей стратегии интернационализации в экономическом регионе Центральной и Восточной Европы, Vienna Insurance Group осуществила переход от национальной страховой компании к международной страховой группе с более чем 50 страховыми компаниями в 25 странах. В общей сложности около 50 % всех групповых премий уже поступают с рынков Центральной и Восточной Европы.
Vienna Insurance Group действует в Австрии, Албании, Болгарии, Германии, Эстонии, Грузии, Хорватии, Латвии, Лихтенштейне, Литве, Македонии, Черногории, Польше, Румынии, Сербии, Словакии, Чехии, Турции, Венгрии, Украине, Беларуси и Боснии и Герцеговине. Группа также имеет филиалы в Италии и Словении.
| Рынок                  | Группа компаний                                                | Вход на рынок |
| ---------------------- | -------------------------------------------------------------- | ------------- |
| Австрия                | Wiener Städtische; Donau Versicherung; Sparkassen Versicherung | 1824          |
| Германия               | InterRisk Versicherungs-AG; InterRisk Lebensversicherungs-AG   | 1990          |
| Лихтенштейн            | Vienna-Life                                                    | 1999          |
| Италия                 | Wiener Städtische (branch), Donau Versicherung (branch)        | 1999          |
| Словения               | Wiener Städtische Zavarovalnica (branch)                       | 2004          |
| Польша                 | Compensa; InterRisk; Polisa; Skandia                           | 1998          |
| Чехия                  | Kooperativa; ČPP; PČS; VIG Re                                  | 1990          |
| Словакия               | Kooperativa; Komunálna; PSLSP                                  | 1990          |
| Хорватия               | Wiener osiguranje; Erste osiguranje                            | 1999          |
| Сербия                 | Wiener Städtische Osiguranje                                   | 2002          |
| Черногория             | Wiener Städtische Osiguranje                                   | 2010          |
| Македония              | Winner; Winner Life; Makedonija Osiguruvanje                   | 2007          |
| Албания                | Sigma Interalbanian; Intersig                                  | 2007          |
| Косово                 | Sigma Interalbanian Kosovo (branch)                            | 2007          |
| Венгрия                | Union Biztosító; Erste Biztosító; Vienna Life Biztosító        | 1996          |
| Болгария               | Bulstrad; Bulstrad Life                                        | 2002          |
| Румыния                | Omniasig; Asirom; BCR Life                                     | 2001          |
| Украина                | Княжа Лайф Виенна Иншуранс Груп; Kniazha; Globus; UIG          | 2004          |
| Беларусь               | Kupala                                                         | 2002          |
| Турция                 | Ray Sigorta                                                    | 2007          |
| Грузия                 | IRAO; GPIH                                                     | 2006          |
| Эстония, Латвия, Литва | Compensa; Compensa Life; Baltikums AAS                         | 2008          |
| Босния и Герцеговина   | Wiener Osiguranje                                              | 2011          |
| Молдова                | Donaris                                                        | 2014          |

## Листинг
С 1992 года компания котируется на Венской фондовой бирже, а с 2005 года является членом Austrian Traded Index. Основным акционером является Wiener Städtische Wechselseitiger Versicherungsverein — Vermögensverwaltung — Vienna Insurance Group, доля которой составляет около 70 %.

## Деятельность
Страховые премии за 2020 год составили 10,4 млрд евро, страховые выплаты — 7,69 млрд евро. Инвестиционная деятельность принесла 625 млн евро.
По размеру страховых премий наиболее значимыми рынками для компании являются Австрия (4,03 млрд евро), Чехия (1,73 млрд), Польша (1,20 млрд), Словакия (0,73 млрд), Румыния (0,49 млрд), страны Балтии (0,49 млрд), Венгрия (0,29 млрд), Болгария (0,20 млрд). Группа занимает первое место среди страховых компаний Австрии (доля на рынке 23,8 %), Чехии (30,7 %), Словакии (29,6 %), Румынии (20,1 %), в странах Балтии (25 %), Болгарии (14 %), польская дочеряя компания на четвёртом месте, венгерская на шестом, две дочерние компании в Грузии в сумме занимают 26 % страхового рынка, что соответствует второму месту, украинский филиал на третьем месте с долей 6,8 %.